# Caloptilia acrotherma
Caloptilia acrotherma là một loài bướm đêm thuộc họ Gracillariidae. Nó được tìm thấy ở Indonesia (Java) và Sri Lanka.
Ấu trùng ăn Atylosia candollei và Cajanus cajan. Chúng có thể ăn lá nơi chúng làm tổ.